# Estación El Talar
El Talar es una estación ferroviaria ubicada en la localidad homónima del partido de Tigre, provincia de Buenos Aires, Argentina.

## Historia
En 1892 el Ferrocarril Central Argentino tendió vías para un ramal que atravesaba la estancia conocida como El Talar de Pacheco. Ya en el siglo XX, el Talar de Pacheco estaba arrendado a quinteros y tamberos que cargaban sus productos en los ferrocarriles que atravesaban la zona. A partir de 1908 se instaló la parada kilómetro 35 del ferrocarril.
Hacia la década de 1920, la empresa Aeroposta Argentina estableció una pista de aterrizaje. Un pequeño tranvía conectaba la pista con la parada kilómetro 35.
En 1937 la parada kilómetro 35 pasó a ser la estación El Talar.
Durante la época de Ferrocarriles Argentinos, los trenes 2193 y 2194 que unían Retiro con Pergamino hacían parada en esta estación.

## Servicios
Es una estación intermedia del servicio diésel suburbano servido entre las estaciones Victoria y Capilla del Señor. En su actualidad, el servicio de trenes llega hasta Los Cardales. 
Las vías férreas siguen hacia las estaciones de Vagués,  con sentido a Luján, San Antonio de Areco, Pergamino y Río Cuarto. Hasta el año 1978 existía un servicio que unía Retiro con Río Cuarto. Hacia 1992 dejan de prestar los servicios de pasajeros a estación Pergamino y pasan a llegar solamente hasta estación Capilla del Señor.